# Serenomyces virginiae
Serenomyces virginiae är en svampart som beskrevs av M.E. Barr, Ohr, Ferrin & Mundo-Ocampo 1997. Serenomyces virginiae ingår i släktet Serenomyces och familjen Phaeochoraceae.   Inga underarter finns listade i Catalogue of Life.